# جایزه هومو هومینی
جایزه هومو هومینی (انگلیسی: Homo Homini Award) همه سالانه توسط سازمان حقوق بشر مردم نیازمند در جمهوری چک به «افرادی که به ترویج حقوق بشر، دموکراسی و راه‌حل‌های غیرخشونت آمیز برای مناقشات سیاسی» پرداخته و به رسمیت شناخته می‌شوند اهدا می‌کند. این جایزه در جشنواره فیلم جهان، بزرگ‌ترین جشنواره فیلم حقوق بشر، ارائه شده‌است.

## برندگان جایزه
- ۱۹۹۸: ابراهیم روگوا
- ۱۹۹۹: اوسوالدو پایا
- ۲۰۰۲: تیت وین کوانگ، تیک کوانگ دو و تادئوس وین وان لی
- ۲۰۰۸: لیو شیائوبو
- ۲۰۰۹: مجید توکلی و عبدالله مؤمنی
- ۲۰۱۰: عظیم‌جان عسکروف